# Omen (voorteken)

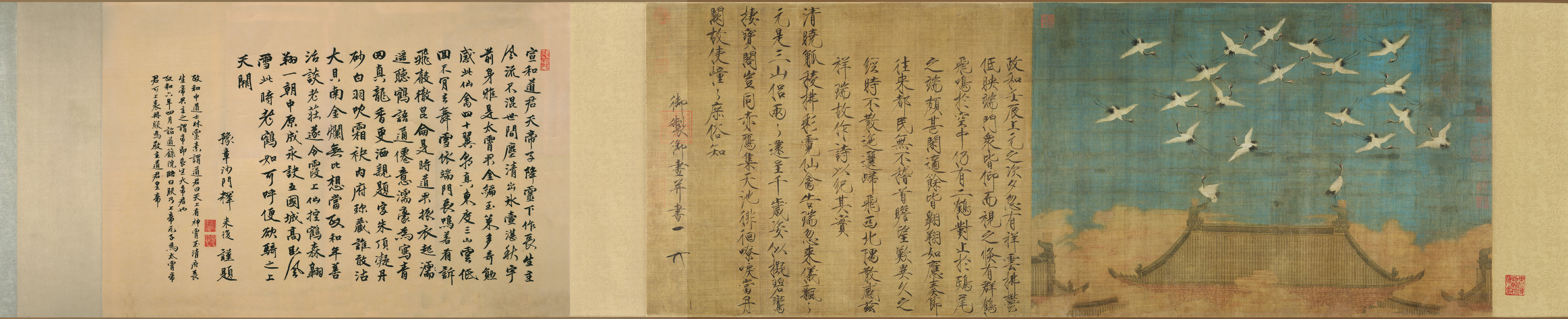
Kraanvogels vliegen rond, 1112

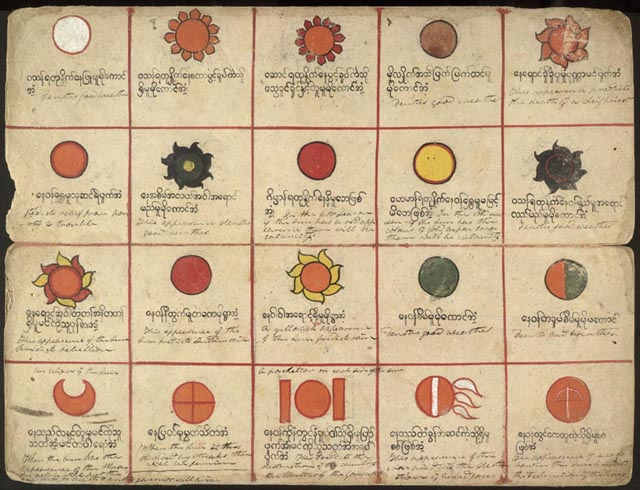
Ongunstige voortekens aangegeven bij verschillende verschijningen van de zon, maan en wolken, 18e eeuw

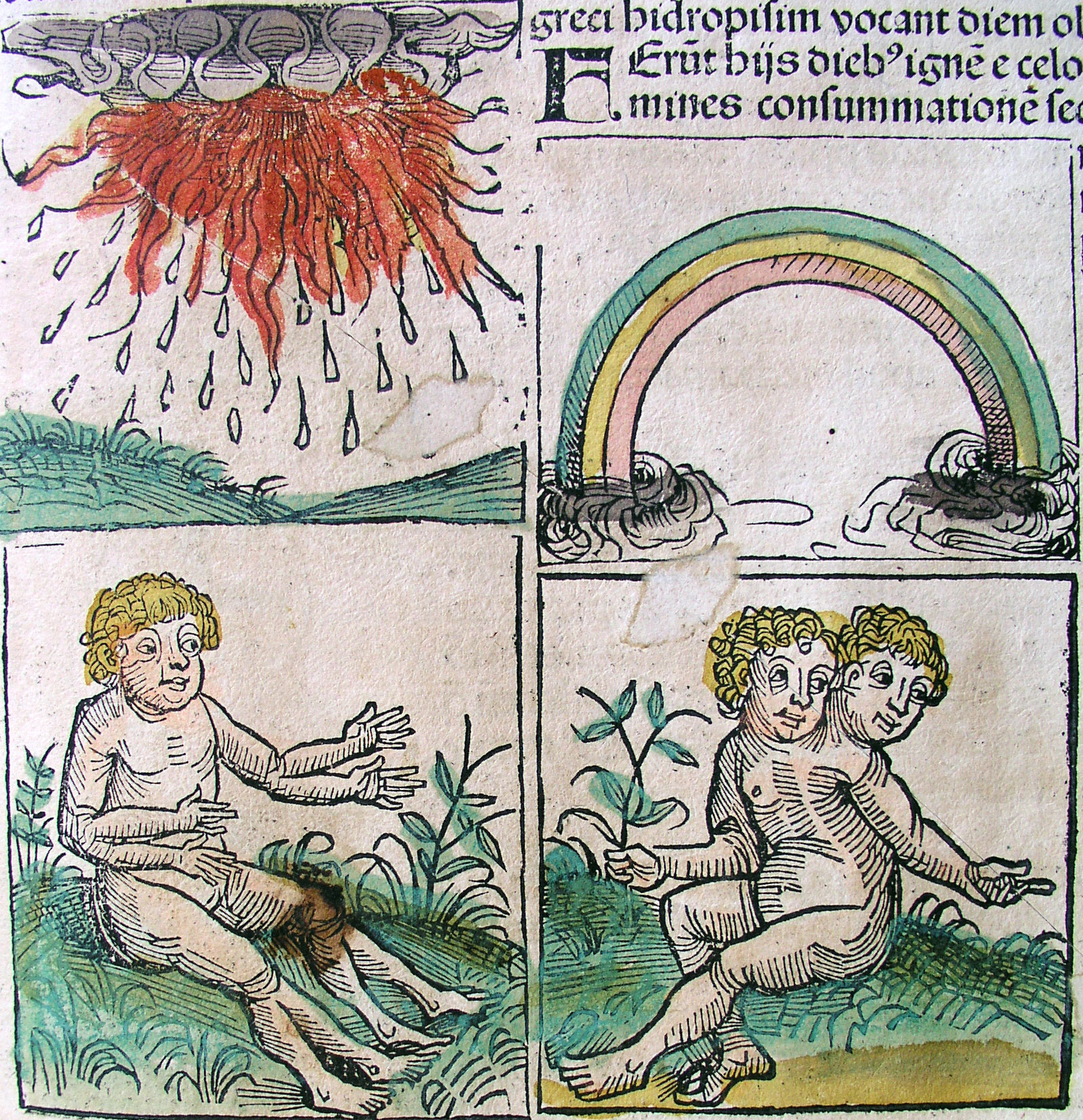
Omens in de Kroniek van Neurenberg, Hartmann Schedel (1440-1514)

Omen (meervoud 'omina') is de oorspronkelijk Romeinse, maar tegenwoordig in de etnologie overal gebruikte, term voor een gunstig of ongunstig voorteken, dat uit een geobserveerd fenomeen wordt afgeleid. Deze voortekenen komen over de hele wereld voor, in allerlei culturen.
Zo kan de waarneming van de vlucht van vogels (auguren) of de beweging van de hemellichamen (astrologie) aanleiding zijn om voorspellingen te doen over toekomstige ontwikkelingen. Ook de komst van een komeet kan een oorlog of een ramp voorspellen. De dood van een naaste kan voorzien worden als de klok stilstaat, of als iemand voortijdig een lijkstatie voorbij ziet trekken.

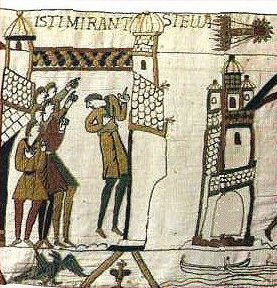
Komeet Halley werd gezien als omen, tapijt van Bayeux

Een omen kan worden geaccepteerd of verworpen, en zelfs op een eigenmachtige manier worden geïnterpreteerd, behalve met betrekking tot woorden die reeds een gunstige of ongunstige betekenis in zich hadden. Toen Crassus bijvoorbeeld op het punt stond zijn ongelukkige expeditie tegen de Parthen aan te vangen en een man in de haven die droge vijgen verkocht van Caunus terwijl hij Cauneas riep, klonk dit als cave ne eas, "pas op te gaan", was dit een kwaad omen (Cic., De Div. De II 84.).
In de Bijbel is het afgaan op voortekenen, dan wel het interpreteren van voortekenen expliciet verboden (Leviticus 19:26).
Op feestelijke gelegenheden werden voorzorgen genomen om zich tegen zulke voortekenen te beschermen; bijvoorbeeld, wanneer een offer werd gebracht, door het hoofd te omsluieren, stilte te vragen en muziek die elk woord dat werd uitgesproken deed verdrinken in haar klanken. Mensen waren bijzonder voorzichtig in hun plechtige aanspreekvormen, nieuwjaarsgroeten, enzovoorts. Aan de andere kant was het gebruikelijk om bij belastingsheffingen en volkstellingen te beginnen met het uitroepen van die namen die een goede betekenis hadden, zoals Valerius (van valere, sterk zijn), Salvius (van salvere, gezond zijn), enz. (Cic., Pro Scauro 30. Het woord omen betekent waarschijnlijk een stem of uitroep).
Nog altijd spelen omina een rol. Zo wordt een zwarte kat als slecht voorteken gezien. Ook kometen werden als voorteken gezien. Wellicht de bekendste is Komeet Halley, deze komeet staat afgebeeld op het tapijt van Bayeux.

## Referentie
- O. Seyffert, art. Ōmen, in O. Seyffert, Dictionary of Classical Antiquities, Londen, 1894, p. 433.